# Megumi Okina
Megumi Okina (奥菜 恵, Okina Megumi, née le 6 août 1979) à Hiroshima, Japon), est une actrice, ex-chanteuse et idole japonaise dans les années 1990, qui a débuté en 1995, à 16 ans. Elle est connue en occident pour avoir incarné la princesse du film Red Shadow en 2001, l'héroïne affrontant le fantôme du film d'horreur Ju-on : The Grudge en 2003 (rôle repris par Sarah Michelle Gellar dans le remake The Grudge en 2004), et, dans un double retournement de situation ironique, pour avoir incarné cette fois un fantôme similaire et ce dans un remake américain, celui du film thaïlandais Shutter, Spirits, en 2008.

## Discographie

### Albums
- 1995/09/21 : Blossom
- 1996/05/21 : illusion
- 1997/03/20 : gradation
- 1998/04/01 : i・n・g
- 1998/09/01 : Stairs -The Best Songs-

### Singles
- 1995/08/19 : この悲しみを乗り越えて
- 1996/04/23 : そんなの悲しいね
- 1996/09/21 : あなたのそばで
- 1997/02/25 : 今でも...あなたが好きだから
- 1997/05/28 : 淑女の夢は万華鏡 (thème de fin de l'anime Kochira Katsushika-ku Kameari Kōen-mae Hashutsujo)
- 1997/10/29 : それでも愛してる
- 1998/02/25 : ゆらゆら
- 1998/08/21 : Eternity

## Filmographie

### Films
- 1995 : Night Head
- 2000 : Tales of the Unusual (Yo nimo kimyō na monogatari), segment « Samurai Cellular » réalisé par Masayuki Suzuki : Karu
- 2000 : Seven's Face
- 2000 : Umi no Aurora : voix
- 2001 : Red Shadow (Akakage)
- 2001 : Otogiriso / St. John's Wort
- 2002 : Ju-on : The Grudge
- 2006 : Inugamike no Ichizoku
- 2006 : Ulysses
- 2008 : Spirits
- 2019 : Inunaki, le village oublié

### Séries TV
- 1995 : Kinjirareta Asobi
- 1996 : Wakaba no Koro
- 1997 : Shinryonaikai Ryoko
- 1997 : Futari
- 1997 : Kimi ga Jinsei no Toki
- 1998 : Hashire Komuin
- 1998 : Ao no Jidai
- 1999 : Suna no ue no Koibitotachi
- 1999 : Tengoku no Kiss as Mitarai Asumi
- 1999 : Tengoku ni Ichiban Chikai Otoko as Tsuyuzaki Koharu
- 1999 : Genroku Ryoran
- 2000 : Hanamura Daisuke
- 2001 : Shin Hoshi no Kinka
- 2001 : Wakaresaseya as Mizusawa Chiharu
- 2002 : Boku ga Chikyu wo Suku as Tsukishima Kyoko
- 2002 : Koisuru Top Lady as Hasegawa Mizuki
- 2003 : Kyohansha
- 2003 : Beginner
- 2005 : Konya Hitori no Bed de as Jumonji Azusa
- 2006 : Takusan no Ai wo Arigato (たくさんの愛をありがとう?)
- 2006 : Aibou 5
- 2006 : Wakatoryo to Kyuunin no Ko
- 2006 : Oishii Koroshikata
- 2006 : Jikou Keisatsu